# Scena propylea
Scena propylea är en fjärilsart som beskrevs av Druce 1894. Scena propylea ingår i släktet Scena och familjen björnspinnare. Inga underarter finns listade.